# 富内湖
富内湖（とんないこ）は、樺太南部にある湖。ロシア語名はトゥナイチャ（Тунайча）湖。

## 地理
- サハリン州オホーツコエ（旧樺太大泊郡富内村）に位置する海跡湖で、オホーツク海に面する。174km2を有し湖岸線80.6km、最大深度は-34m。南樺太において多来加湖に次ぐ2番目の大きさであり、内地では琵琶湖、八郎潟、多来加湖に次ぐ第4位であった。
- 夏場には、水泳で賑わう観光地であり、樺太八景として知られた。
- 北東に能仁湖と遠幌湖、北西に恩洞湖があった。